# ホースシュー滝 (オーストラリア・タスマニア州)
ホースシュー滝（英語、Horseshoe Falls）とは、タスマニア島の南部に存在する、小さな瀑布の1つである。

## 位置情報と画像

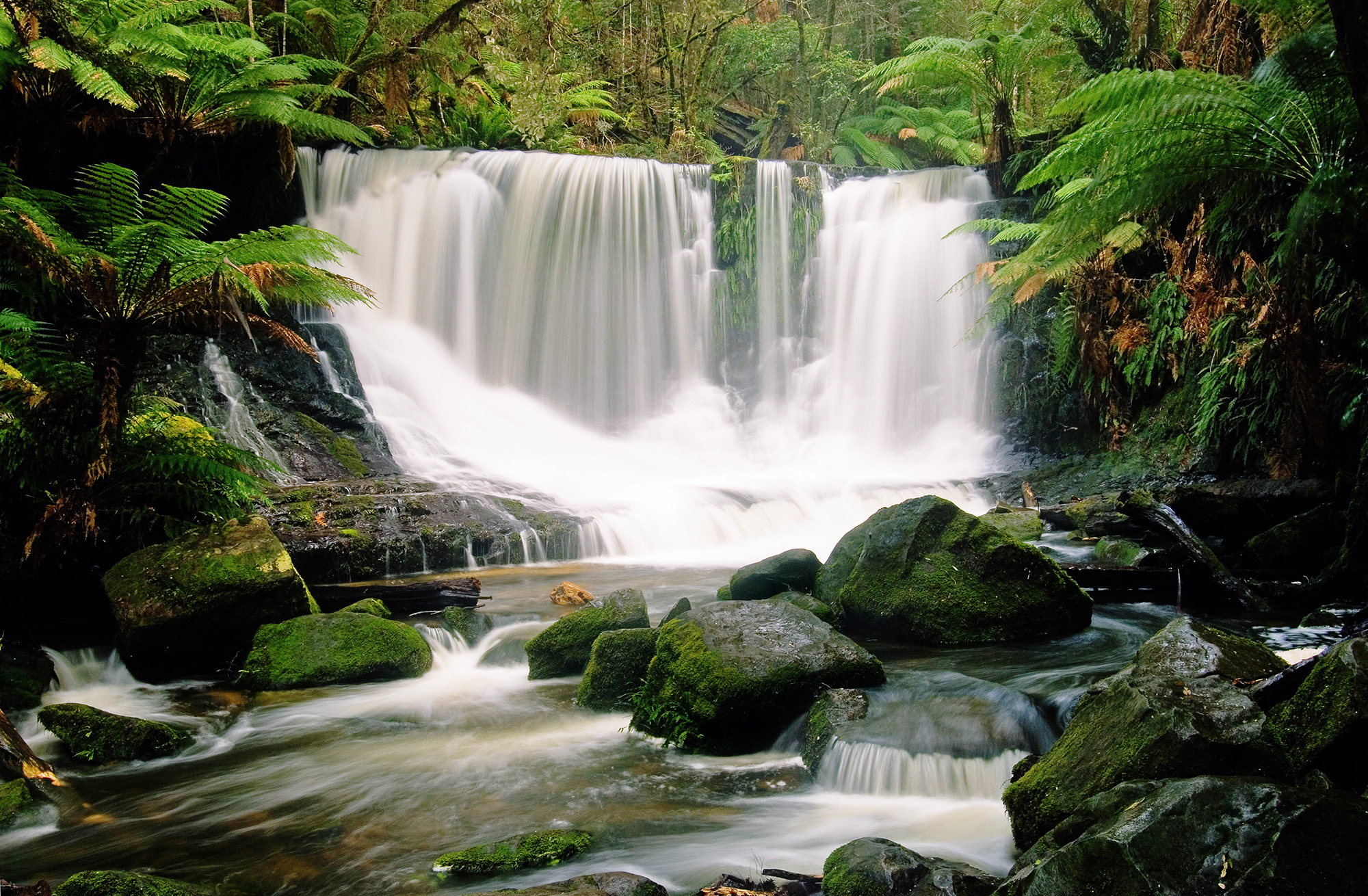
タスマニア島のホースシュー滝。2009年9月撮影。

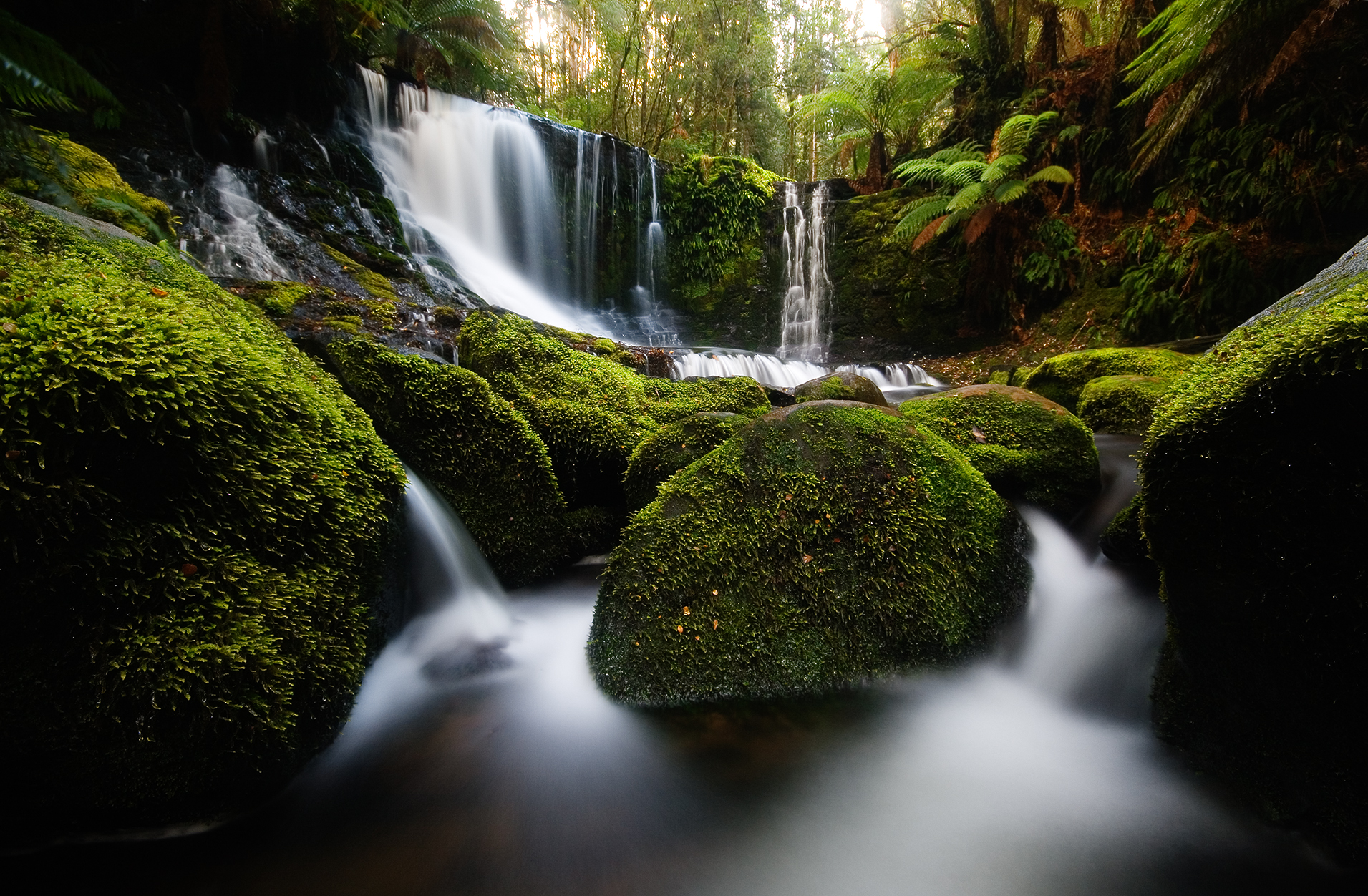
2009年5月に撮影された、やや遠くから見たホースシュー滝。

オーストラリアのタスマニア州に存在するホースシュー滝は、おおよそ南緯42度40分12秒、東経146度42分36秒付近に位置している

。
なお、この滝はペルム紀（約2億9900万年前から約2億5100万年前）に海で水平に堆積して形成されたシルト岩や砂岩でできているen:Bench (geology)を流れ落ちている

。